# Janów (Mazovia)
Janów [pronunciación en polaco: /ˈjanuf/] es un pueblo ubicado en el distrito administrativo de Gmina Tczów, dentro del Condado de Zwoleń, Voivodato de Mazovia, en el este de Polonia central. Se encuentra aproximadamente a 5 kilómetros  noreste de Tczów, a 6 kilómetros al oeste de Zwoleń, y a 101 kilómetros al sur de Varsovia.